# Villa romaine de Vivarium
La Villa romaine de Vivarium est un site archéologique situé près de la commune de Viver (comarque d'Alto Palancia), dans la province de Castellón en Espagne. 
La villa romaine a été fondée par Caton l'Ancien en 193 av. J.-C. en Hispanie citérieure. Elle reçut le nom de Belsino et plus tard celui de Vivarium.

## Origine du nom

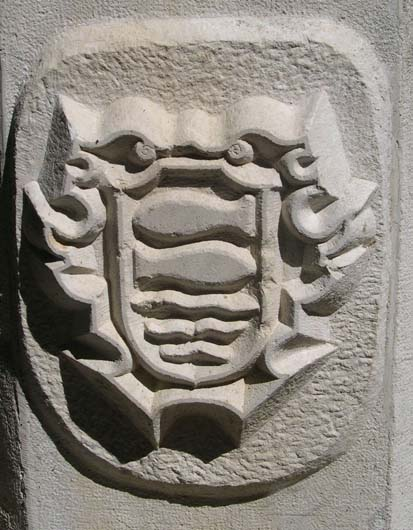
Blason en pierre de Viver.

La correspondance avec Viver vient du mot latin Vivarium dont dérive le nom actuel de la population de la région de Castellón de l'Alto Palancia. Cette villa rustica était un établissement agricole consacré à l'élevage (plutôt à la conservation ou à l'engraissement) de poissons. Il a été confirmé que les origines de cette population remontent à l'époque romaine. La relation entre Viver (également appelé Viver de las Aguas) et l'abondance aquatique se manifeste dans le blason de la ville, sur lequel deux poissons sont visibles sur des lignes en forme de vague.

## Garum
Il existe des preuves archéologiques que les Romains élevaient et engraissaient du poisson et obtenaient, en plus du poisson frais destiné à la consommation, un concentré alimentaire utilisé comme condiment appelé garum (également gárum ou en espagnol garo), un produit de la transformation des poissons (principalement des espèces marines, mais aussi des poissons d'eau douce comme dans ce cas) et leurs viscères fermentés au soleil avec un mélange abondant de sel, de vin, de poivre, d'huile et d'herbes diverses. On l'utilisait comme condiment pour les premier et deuxième plats et on lui attribuait même des propriétés aphrodisiaques et cicatrisantes, ces dernières étant plus que probables dans la mesure où ce serait un bon digestif, et même un bon désinfectant et cicatrisant des ulcères et des plaies cutanées. Il s'agit essentiellement d'une forme de concentré de poisson, facile à conserver pendant de longues périodes et donc largement utilisé dans l'alimentation des marins lors de leurs longs voyages en mer et par les soldats lors de leurs longues campagnes.

## Pisciculture

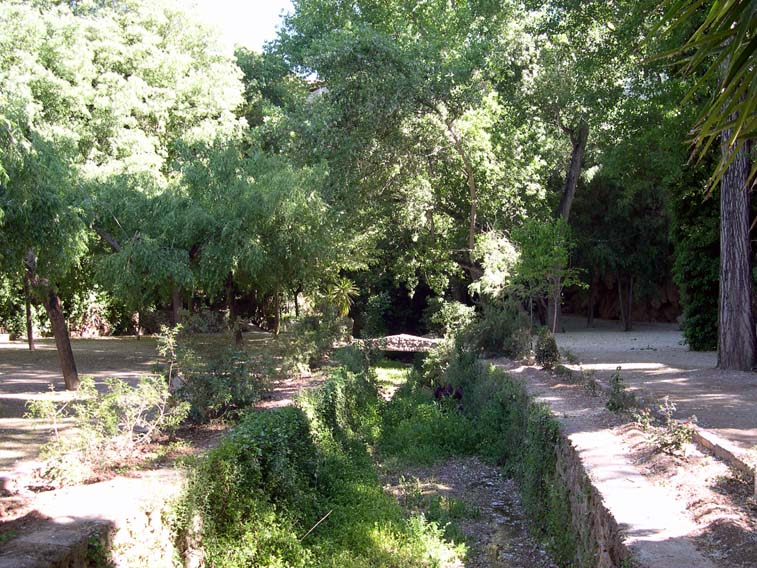
L'arrivée d'eau.

Dans la zone de La Floresta, il existe aujourd'hui des vestiges bien conservés d'une série de fosses ou de petits étangs utilisés pour abriter les poissons, destinés principalement à maintenir les eaux en bon état sanitaire (les poissons dévorent les larves et algues qui poussent dans l'eau), après consommation fraîche, et également pour obtenir le garum susmentionné. Compte tenu de la nature moyenne du cours de la rivière Palancia, on suppose que les poissons utilisés pour l'élevage et leur transformation ultérieure en garum étaient la carpe, le barbeau commun et l'anguille.
Nicolau Primitiu Gómez Serrano dans son ouvrage anthropologique sur Los Ibéro-Sicanos cite l'existence dans la ville de Viver d'un petit marais appelé La Floresta, qui traversait la ville et se poursuivait le long du ravin Hurón d'où émergeait un ancien aqueduc. Cette infrastructure, qui avait peut-être pour objectif l'approvisionnement en eau potable de Sagonte, alliée des Romains, favorisa l'installation du « vivarium ». Le texte de Nicolau Primitiu, basé sur des légendes et des conseils, est d'une grande importance :

« Un roi de Sagonte, voyant ses champs épuisés par la soif, offrit sa fille, très belle, comme toutes les princesses de la légende, à celle qui apporterait de l'eau à sa ville. Deux prétendants se présentèrent, l'un vieux et l'autre jeune : l'un se rendit à Chelva et l'autre à Viver, et bien que ce soit le chemin le plus court, le vieil homme gagna ; mais la princesse, désespérée de se voir avec un tel mari, se jeta du haut d'une tour du château. »

## Galerie

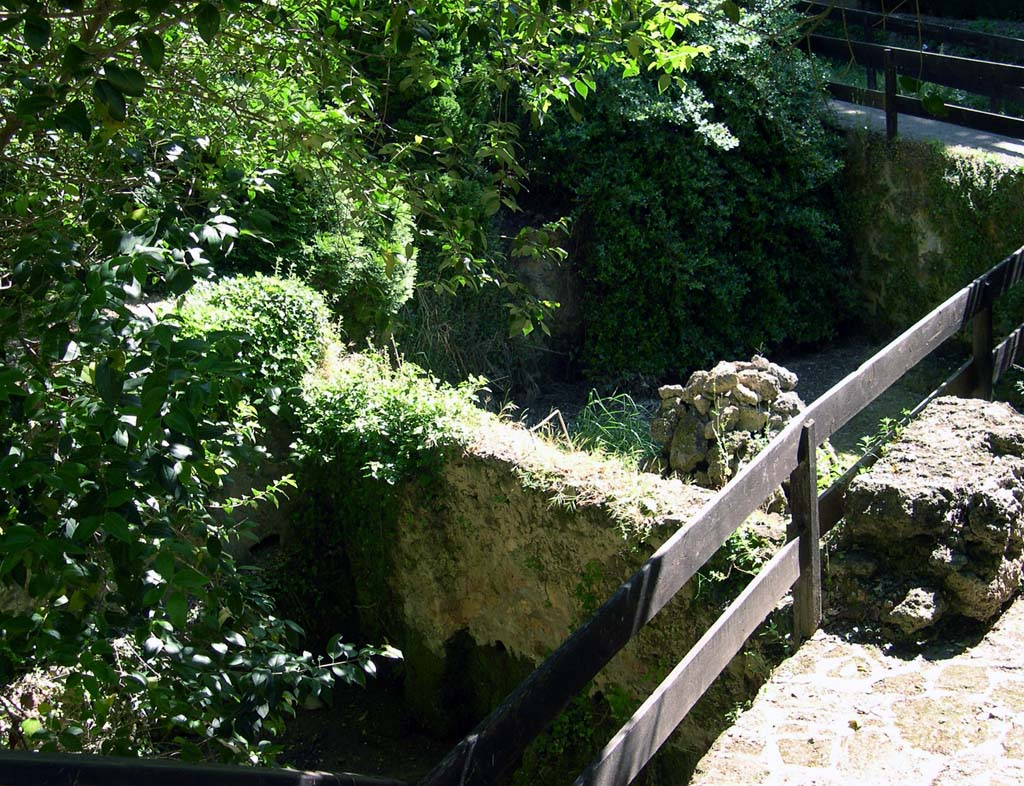
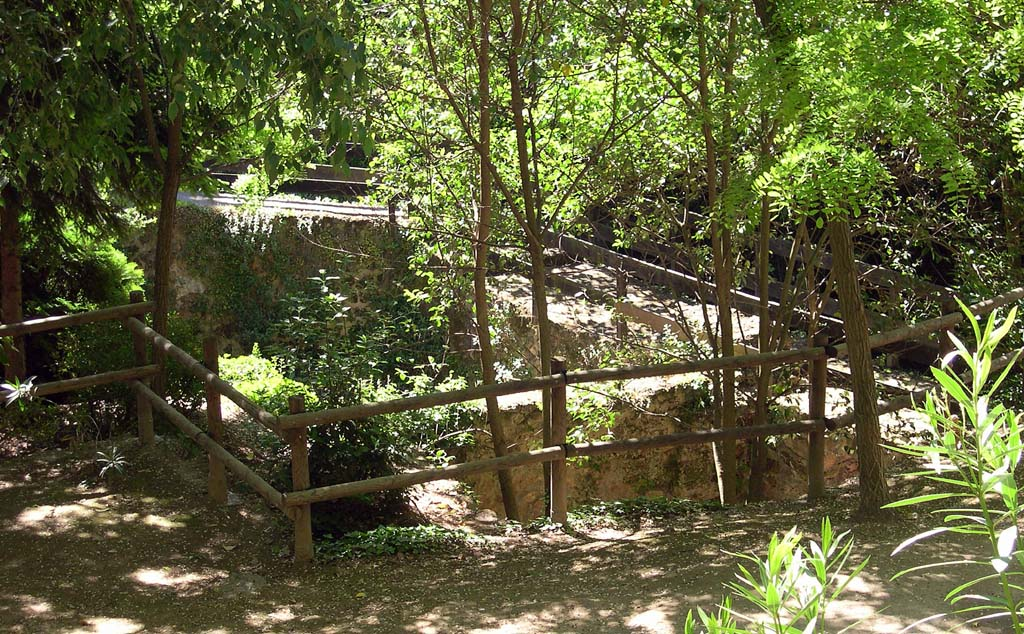